# Opłata targowa
Opłata targowa – fakultatywna danina publiczna pobierana od podmiotów dokonujących sprzedaży na targowiskach.
- Opłacie podlega sprzedaż na targowiskach i wszelkich innych miejscach, w których jest prowadzona sprzedaż z wyłączeniem sprzedaży w budynkach lub w ich częściach.
- Opłata może zostać wprowadzona przez radę gminy.
- Opłatę pobiera się niezależnie od należności pobieranych za korzystanie z targowiska oraz usługi świadczone przez prowadzącego targowisko.
- Dla opłaty targowej nie ma znaczenia forma własności terenu, na którym prowadzona jest sprzedaż.
- Z opłaty targowej zwolnieni są podatnicy podatku od nieruchomości w związku z przedmiotami opodatkowania położonymi na targowiskach.
- Gminy mogą dowolnie ustalać sposób naliczania opłaty targowej (np. w zależności od wielkości stoiska, rodzaju sprzedawanego towaru, dnia tygodnia, pory roku itp.) oraz dowolnie zawężać krąg podatników podlegających opłacie targowej.
- Wysokość opłat ustala właściwa miejscowo rada gminy z uwzględnieniem maksymalnej stawki dziennej, corocznie ustalanej przez Ministra Finansów. Maksymalna stawka na rok 2019 – 778,20 zł dziennie (M.P. z 2018 r. poz. ).

Zagadnienia opłaty targowej reguluje Ustawa z dnia 12 stycznia 1991 r. o podatkach i opłatach lokalnych z późniejszymi zmianami (Dz.U. z 2025 r. poz. 707).